# Cryptopygus perisi
Cryptopygus perisi är en urinsektsart som beskrevs av Selga 1960. Cryptopygus perisi ingår i släktet Cryptopygus och familjen Isotomidae. Inga underarter finns listade i Catalogue of Life.